# St. Wendel járás
St. Wendel járás egy járás Saar-vidék tartományban. St. Wendel járás Neunkirchen, Saarlouis, Merzig-Wadern, Trier-Saarburg, Birkenfeld és Kusel járásokkal határos. Lakosainak száma 86 988 fő (2023).

## Története
Sankt Wendel körzetének területe a 18. század végéig különböző uradalmakhoz tartozott (Trieri Választófejedelemség, Nassau–Saarbrücken, pfalz–zweibrückeni hercegség és 1766-ig a Lotaringiai Hercegség). 1789 után a terület Franciaországhoz tartozott.
A bécsi kongresszus eredményeként III. Ernő szász–coburg–saalföldi herceg 1816-ban létrehozta a Lichtenbergi Fejedelemséget. St. Wendel volt a fővárosa. Ernő 1834-ben eladta a fejedelemséget Poroszországnak.

## Népesség
| 2018 | 87 397 |
| 2023 | 86 988 |

## Városok és községek
| Város 1. St. Wendel Községek 1. Freisen 2. Marpingen 3. Namborn 4. Nohfelden 5. Nonnweiler 6. Oberthal 7. Tholey |

## Képek

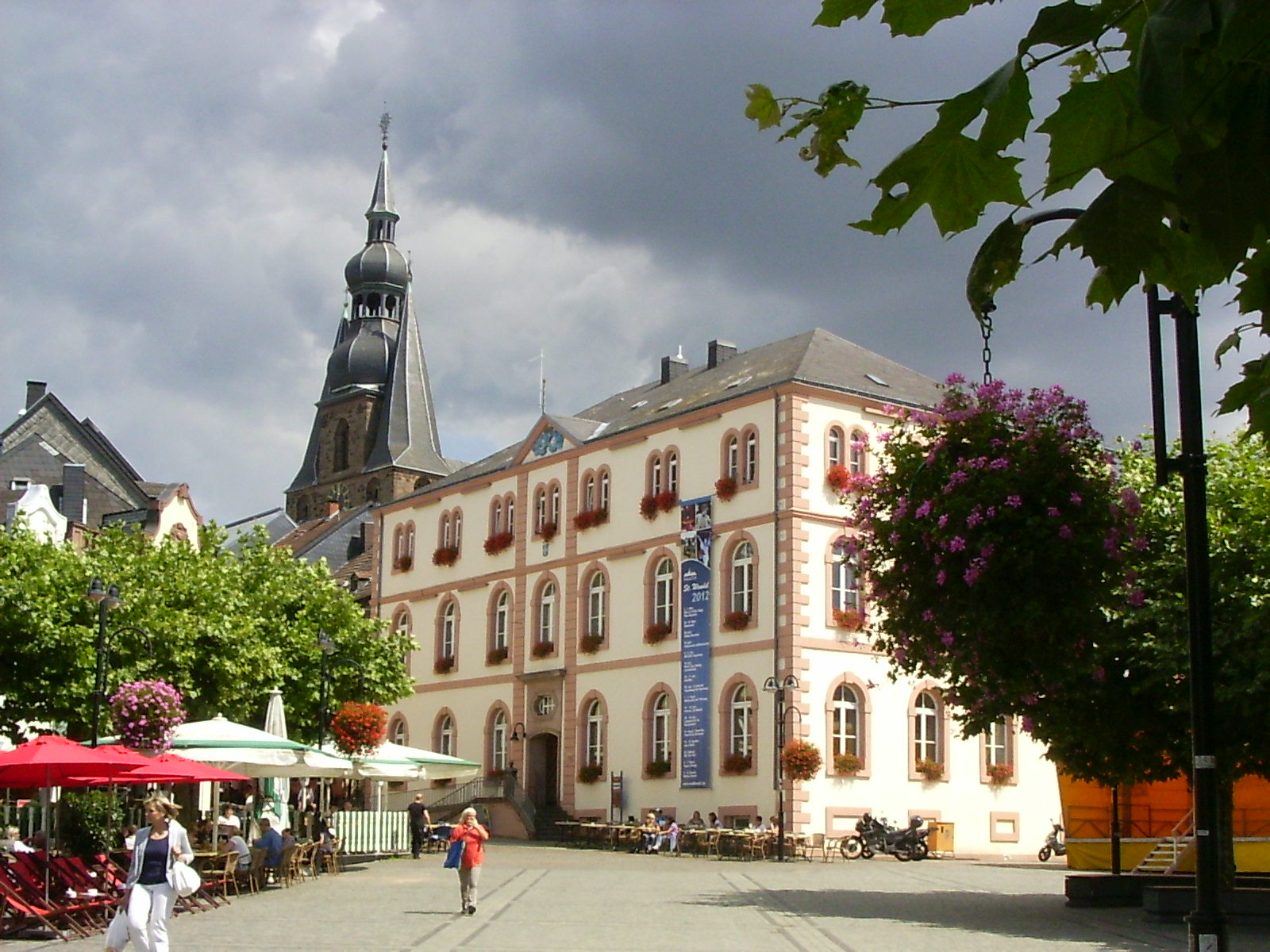
Régi városháza a Schlossplatzon
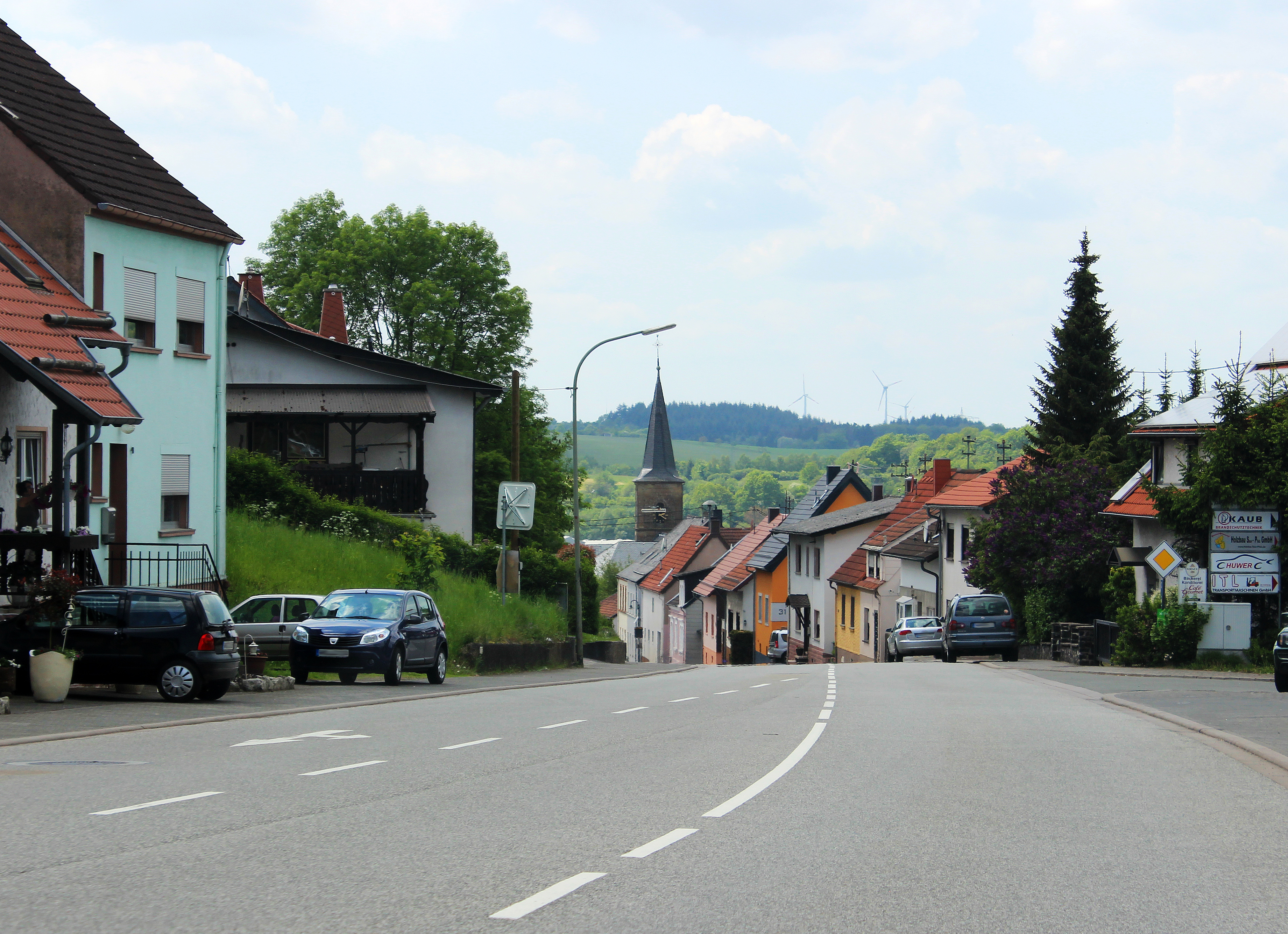
Freisen
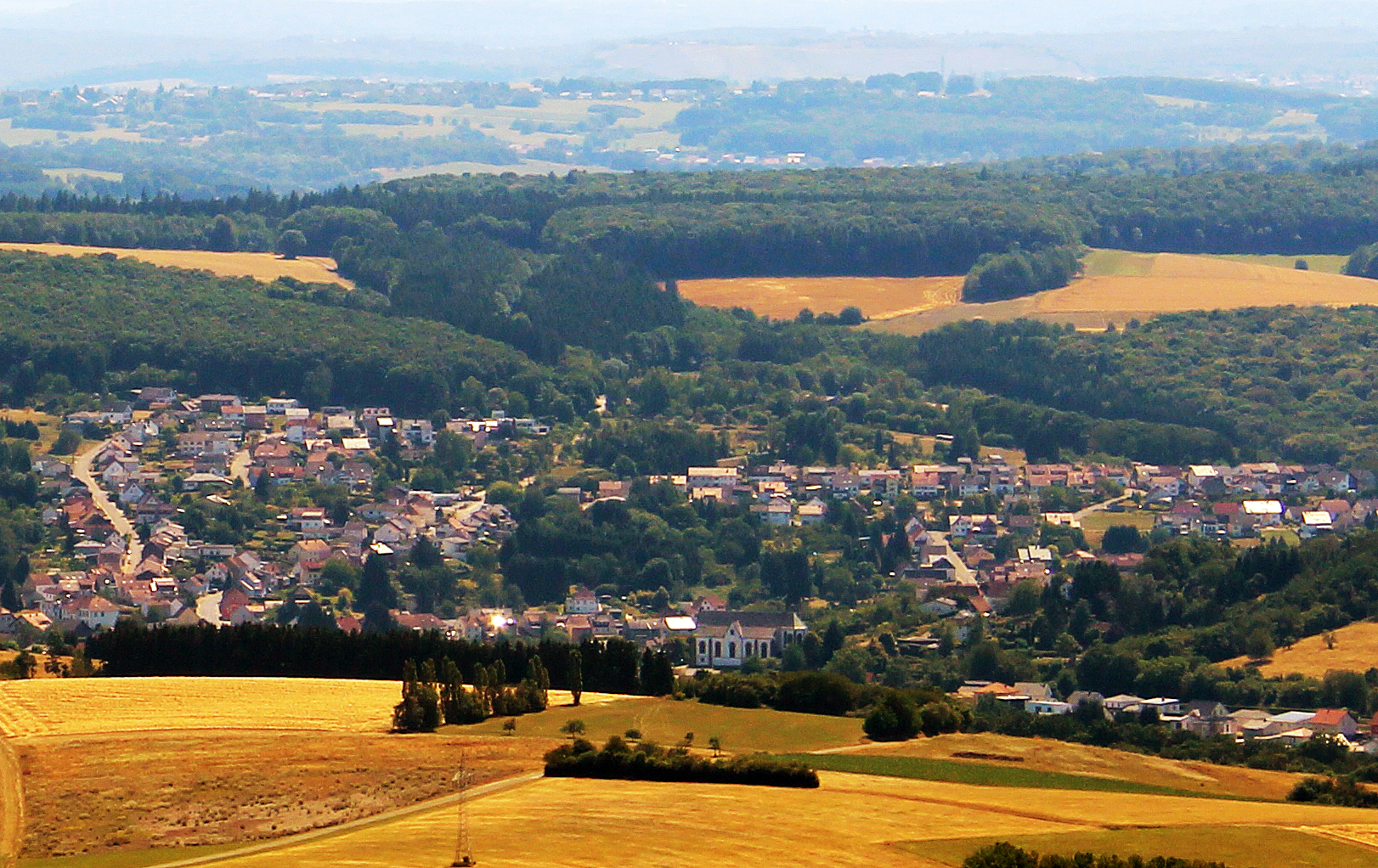
Marpingen
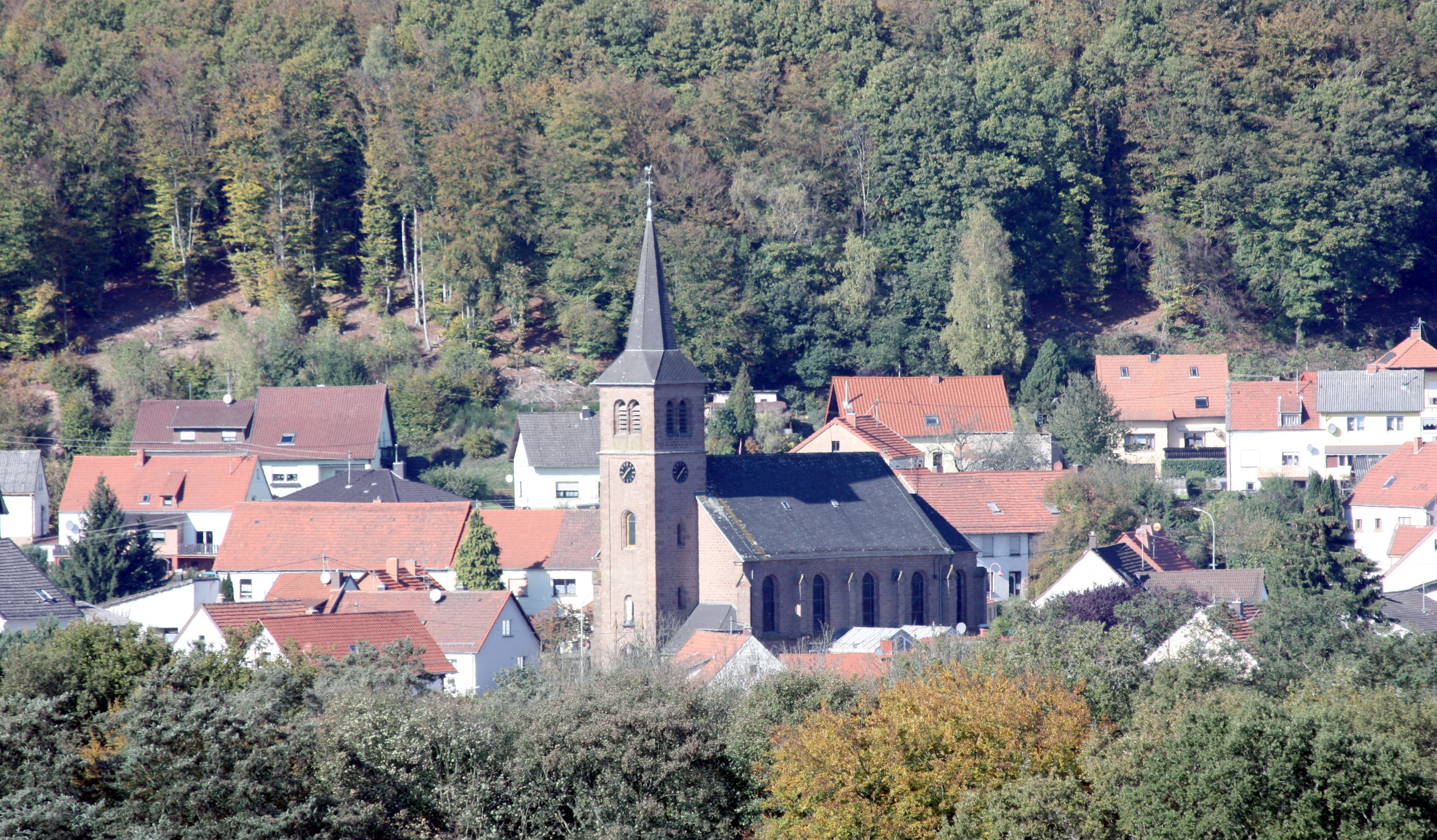
Namborn
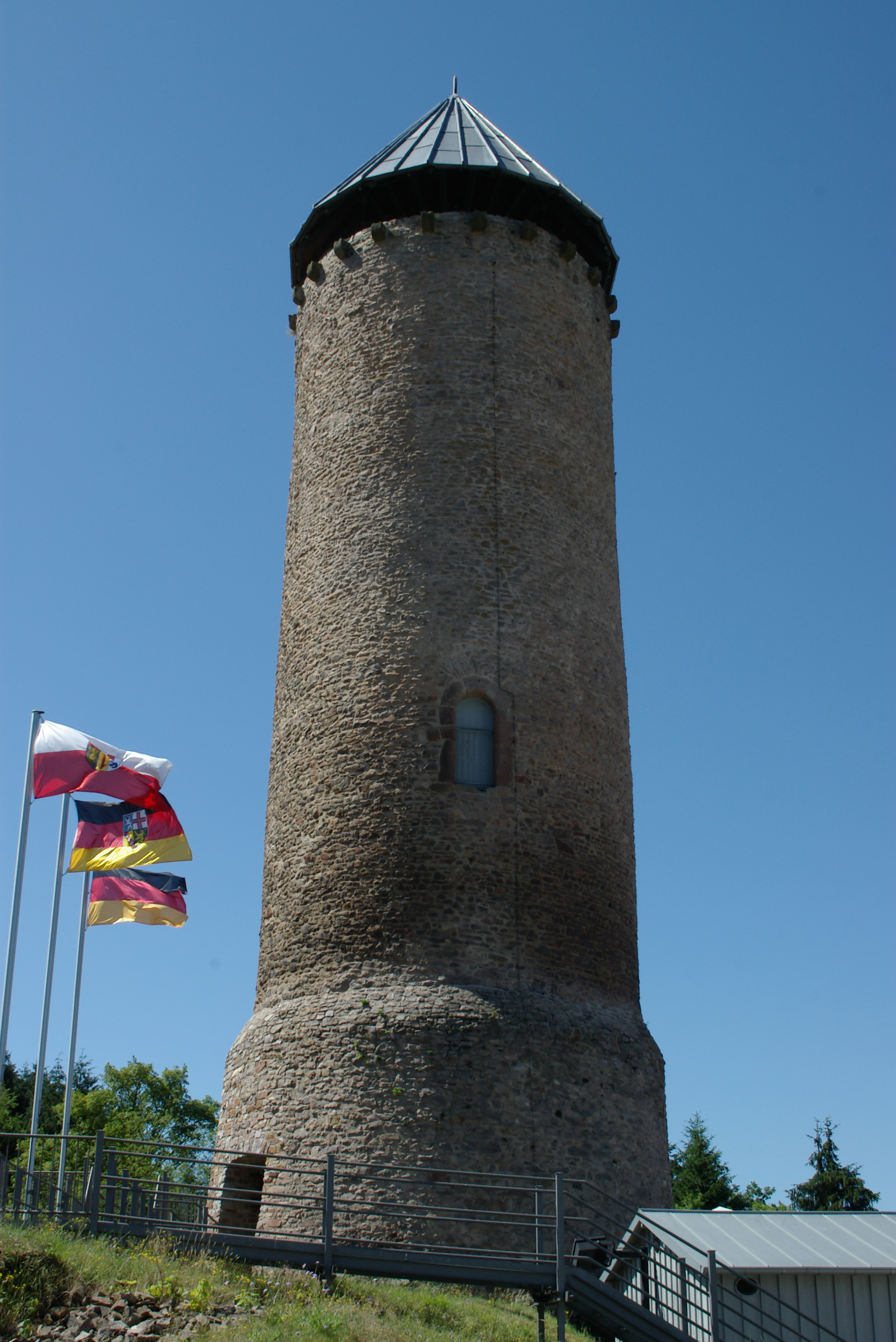
Nohfelden
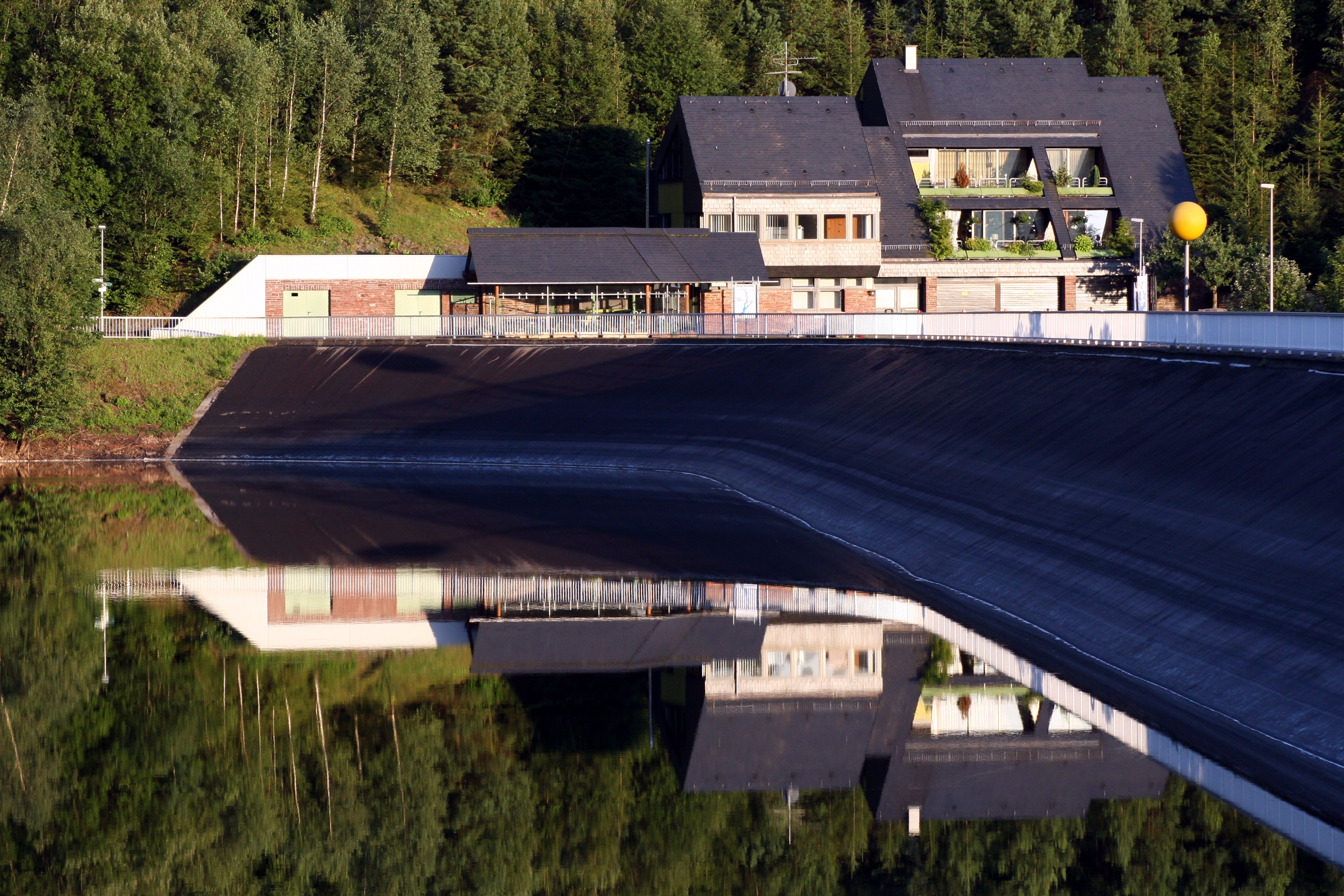
Nonnweiler gát
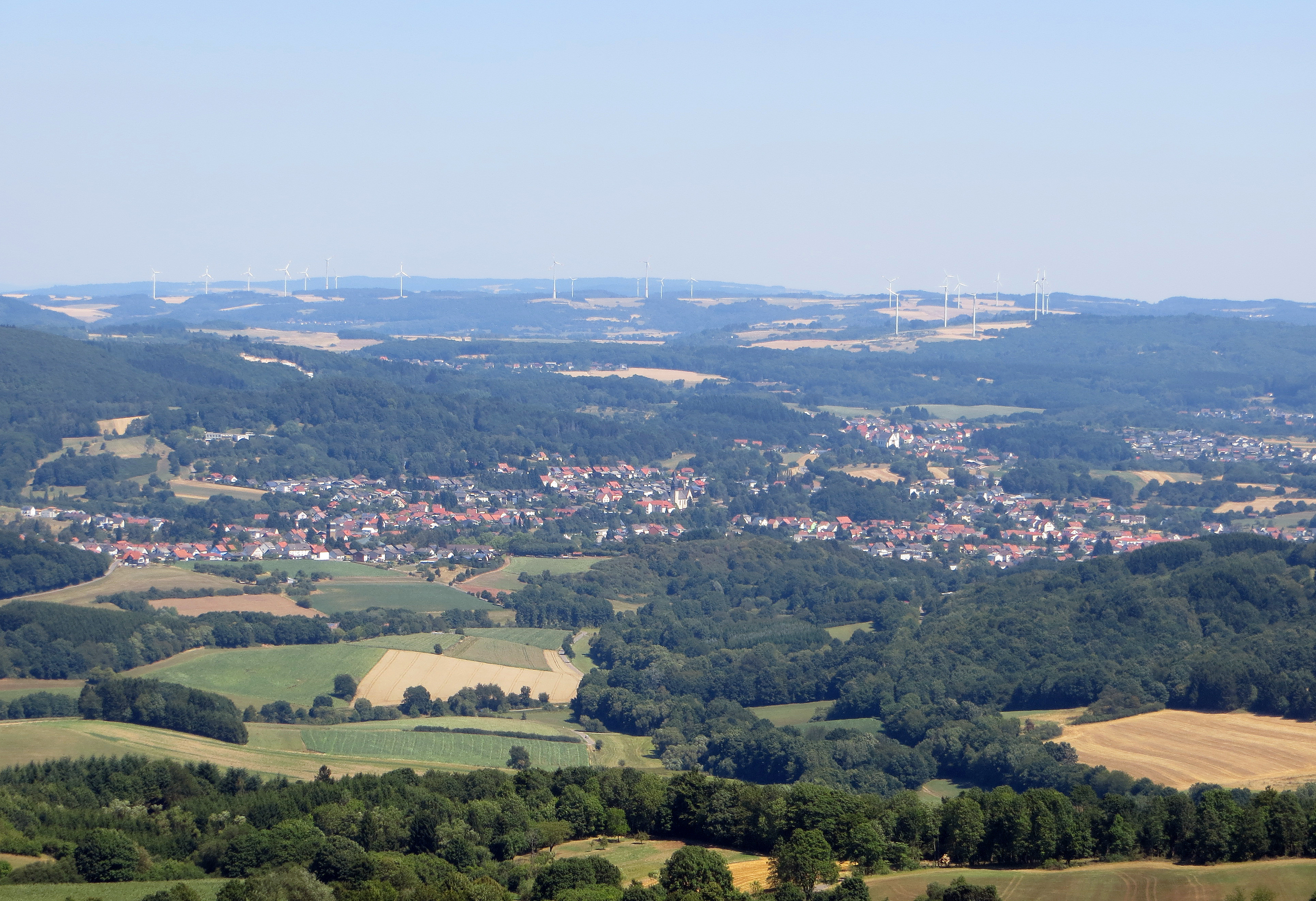
Kilátás a Schaumbergről Oberthal, Gronig és Güdesweiler falvakra.
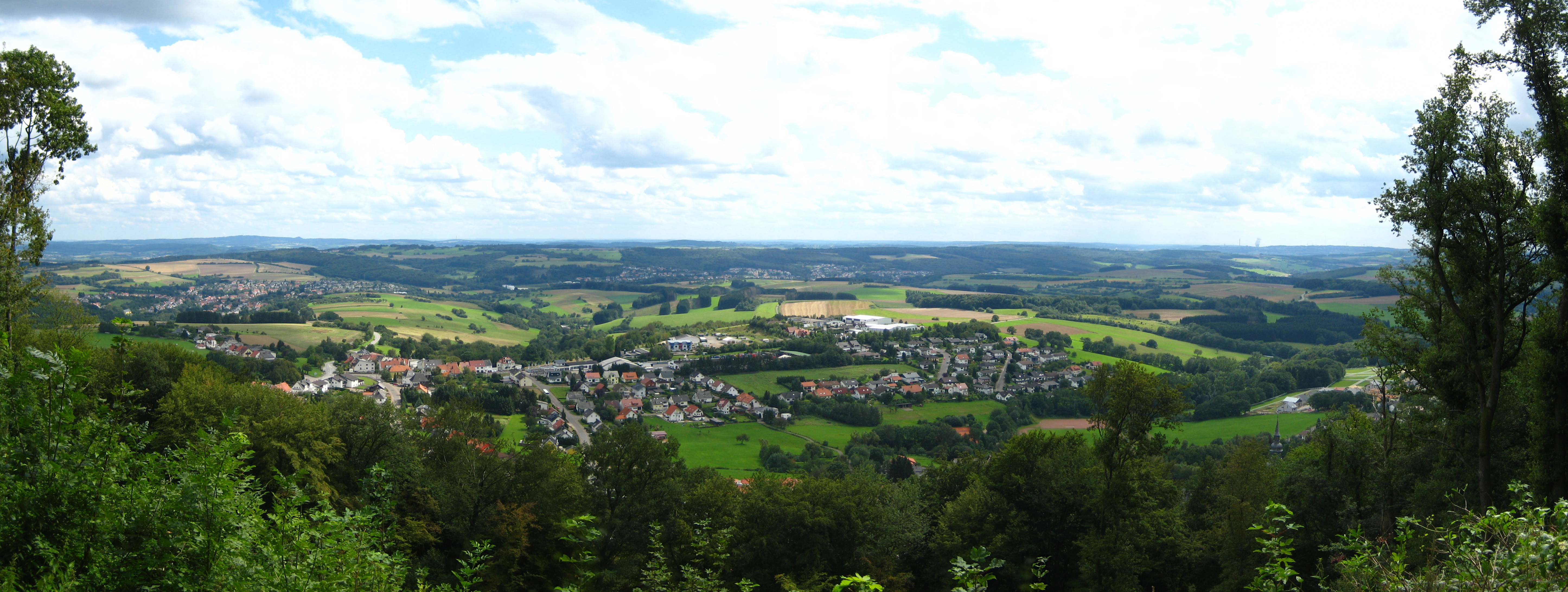
Tholey, panoráma a Schaumbergről

## Fordítás
- Ez a szócikk részben vagy egészben  a   Landkreis St. Wendel című német Wikipédia-szócikk fordításán alapul.  Az eredeti cikk szerkesztőit annak laptörténete sorolja fel. Ez a jelzés csupán a megfogalmazás eredetét és a szerzői jogokat jelzi, nem szolgál a cikkben szereplő információk forrásmegjelöléseként.